# ГКПП Лесово – Хамзабейли
Граничният контролно-пропускателен пункт (ГКПП) Лесово – Хамзабейли е граничен контролно-пропускателен пункт, разположен на българско-турската граница. Най-близките населени места до него са селата: Лесово в България (7 km) и Хамзабейли в Турция (4,7 km). Пунктът свързва град Елхово, област Ямбол с турския град Лалапаша, както и Ямбол с Одрин. 
Официалното откриване на Лесово – Хамзабейли е на 19 юни 2005 г. С откриването на новия контролно-пропускателен пункт се облекчава натовареността на основната сухопътна връзка между двете държави ГКПП Капитан Андреево - Капъкуле и се създават по-благоприятни условия за обслужване на пътниците и товарните автомобили.
От българска страна са изградени следните сгради на ГКПП Лесово: сграда за митнически и паспортно-визов контрол, техническа сграда, сграда за покрита дезинфекция на камиони ТИР, сграда за митнически контрол на леки автомобили и автобуси. Направена е метална конструкция на козирките. Изградено е временно електрическо захранване и са изпълнени подземните комуникации на обекта. Осигурен е асфалтов двупосочен път I-7 с две ленти за движение (по една във всяка посока) чрез обновяване и разширяване на съществуващия и изграждане на нови участъци, като околовръстни пътища на Елхово и Гранитово и от разклона за Малко Кирилово до ГКПП Лесово.
От турска страна са построени сградите за граничния пункт Хамзабейли и пътна връзка D535 Одрин – ГККП Хамзабейли. Доизградена и разширена е съществуващата пътна мрежа с цел подобряване на транспортните комуникации до ГКПП. Във всяка посока е осигурена основна и аварийна лента за движение, както и допълнителна лента за изпреварване в необходимите участъци. За строителни работи по ГКПП към момента на откриването Турция е изразходвала около 1 млн. щатски долара, като общите ѝ разходи възлизат на над 2,5 млн. долара.